# Indicatifs régionaux 256 et 938

Carte de l'État de l'Alabama avec la région desservie par les indicatifs 256 et 938 en rouge.

Territoires des quatre premiers indicatifs régionaux de l'État de l'Alabama

Les indicatifs régionaux 256 et 938 sont les indicatifs téléphoniques régionaux qui desservent le nord et le nord-est de l'État de l'Alabama aux États-Unis.
Les indicatifs régionaux 256 et 938 font partie du Plan de numérotation nord-américain.

## Comtés desservis par l'indicatif
- Comté de Calhoun - (partiellement)
- Comté de Cherokee
- Comté de Clay
- Comté de Cleburne
- Comté de Colbert
- Comté de Coosa
- Comté de Cullman
- Comté de DeKalb
- Comté d'Elmore - (partiellement)
- Comté d'Etowah - (partiellement)
- Comté de Franklin - (partiellement)
- Comté de Jackson
- Comté de Lawrence
- Comté de Lauderdale
- Comté de Limestone
- Comté de Madison
- Comté de Marshall
- Comté de Morgan
- Comté de Randolph - (partiellement)
- Comté de Talladega - (partiellement)
- Comté de Tallapoosa - (partiellement)
- Comté de Winston - (partiellement)

## Principales villes desservies par l'indicatif
- Albertville
- Anniston
- Arab
- Athens
- Boaz
- Decatur
- Florence
- Gadsden
- Guntersville
- Huntsville
- Madison
- Scottsboro